# Micromorphus fulvosetosus
Micromorphus fulvosetosus är en tvåvingeart som beskrevs av Octave Parent 1929. Micromorphus fulvosetosus ingår i släktet Micromorphus och familjen styltflugor. Inga underarter finns listade i Catalogue of Life.